# خونریزی پشت‌صفاقی
خونریزی خلف صفاقی (انگلیسی: Retroperitoneal hemorrhage) (یا هماتوم خلف صفاقی) به انباشتگی خون در فضای خلف صفاق اشاره دارد.
این وضعیت می‌تواند با نشان گری ترنر (کبودشدگی پهلو) همراه باشد.
علل آن عبارتند از:
- پادبند[۱]
- پارگی آنوریسم آئورت
- پارگی آنوریسم کلیوی[۲]
- پانکراتیت حاد
- بدخیمی[۳]
- ایاتروژنیک (در زمان کانوله کردن شریان فمورال به منظور کاتتریزاسیون قلبی)